# ام‌اس‌سی شیکاگو
ام‌اس‌سی شیکاگو (به انگلیسی: MSC Chicago) یک کشتی است که طول آن 336.7m می‌باشد. این کشتی در سال ۲۰۰۵ ساخته شد.